# Albin Vidović
Albin Vidović   (Zagreb, 11 de febrer de 1943 - Bjelovar, 7 de març de 2018) fou un jugador d'handbol iugoslau d'origen croat, que va competir durant les dècades de 1960 i 1970.
El 1972 va prendre part en els Jocs Olímpics de Múnic, on guanyà la medalla d'or en la competició d'handbol.
Com a jugador també guanyà la medalla d'or al Campionat del món d'handbol de 1964; la Copa d'Europa d'Handbol de 1972, la lliga iugoslava de 1961, 1967, 1968, 1970, 1971 i 1972 i la copa iugoslava de 1968.